# Oliver Hasenzahl
Oliver Hasenzahl (* 16. Juli 1966 in Esslingen am Neckar) ist ein deutscher Fagottist, Musikpädagoge und Komponist.

## Leben
Hasenzahl studierte Fagott bei Georg Klütsch und Sergio Azzolini an der Musikhochschule Stuttgart. Zudem besuchte er Meisterkurse bei Klaus Thunemann, Leonard Hokanson, Konrad Elser und Lajos Lencsés. 
Neben seiner Mitwirkung in verschiedenen Orchestern, darunter die Junge Deutsche Philharmonie, die Deutsche Kammerakademie Neuss, das Philharmonische Orchester der Stadt Heidelberg und das Ensemble Musica viva Stuttgart, spezialisierte sich Hasenzahl früh auf die Kammermusik. Er ist Mitglied im Trio Orplid und seit 2000 Künstlerischer Leiter und Fagottist der Stuttgarter Kammersolisten. Zahlreiche Konzerte führten ihn durch Deutschland, Dänemark, Frankreich, Italien, Schweiz, die USA und Südamerika. Er spielte Uraufführungen unter anderem der Werke von Hans Georg Pflüger und Bernhard Krol, der für ihn einige Stücke komponiert hat. Es entstanden zahlreiche CD-Produktionen und Rundfunkaufnahmen, unter anderem beim SWR im Rahmen der Schwetzinger Festspiele.
Von 2005 bis 2014 war Hasenzahl Dozent an der Pädagogischen Hochschule Ludwigsburg. Seit 2014 hat er einen Lehrauftrag an der Musikhochschule Stuttgart inne. Zudem unterrichtet er Fagott und Bläserkammermusik an der Musikschule der Landeshauptstadt Stuttgart. Seit 2009 ist er Vorstandsmitglied des Vereins Fagott e. V., der jedes Jahr den bundesweiten Workshop Die Fagotte sind los! ausrichtet.  2013 wurde er vom Verband Deutscher Musikschulen zum Fachberater Fagott ernannt. Hasenzahl leitet Seminare zur Fortbildung von Fagottlehrern, zum Beispiel beim Oberösterreichischen Landesmusikschulwerk und beim Tiroler Musikschulwerk.
Seit 2006 schreibt Hasenzahl als Autor und Komponist für den Accolade Musikverlag.